# إبسوم وويل (دائرة انتخابية في المملكة المتحدة)
ابسوم وويل  (بالإنجليزية: Epsom and Ewell)‏ هي إحدى الدوائر الانتخابية في المملكة المتحدة الممثلة في مجلس العموم في برلمان المملكة المتحدة.
عضو البرلمان الذي يمثلها حالياً هو :Chris Grayling (Con).